# Contea autonoma miao di Mayang
La contea autonoma miao di Mayang (麻阳苗族自治县S, Máyáng Miáozú ZìzhìxiànP) è una contea della Cina, situata nella provincia di Hunan e amministrata dalla prefettura di Huaihua.